# Тамкович, Евгений
Евге́ний Тамко́вич — белорусский кёрлингист и тренер по кёрлингу.
Кандидат в мастера спорта.
Член национальной мужской и смешанной сборных команд Белоруссии.
Занимается кёрлингом с 2016 года.

## Достижения
- Чемпионат Беларуси по кёрлингу среди мужчин: серебро (2018).
- Чемпионат Беларуси по кёрлингу среди смешанных команд: золото (2018).

## Команды
| Сезон                                          | Четвёртый       | Третий            | Второй            | Первый            | Запасной                                 | Турниры                          |
| ---------------------------------------------- | --------------- | ----------------- | ----------------- | ----------------- | ---------------------------------------- | -------------------------------- |
| 2017—18                                        | Илья Шоломицкий | Павел Петров      | Дмитрий Рудницкий | Евгений Тамкович  | Алексей Смотрин тренер: Василий Тележкин | ЧБМ 2018 · ЧЕ 2018 (гр. C)       |
| 2018—19                                        | Илья Шоломицкий | Павел Петров      | Дмитрий Рудницкий | Евгений Тамкович  | Алексей Смотрин тренер: Василий Тележкин | ЧЕ 2018 (15 место)               |
| Кёрлинг среди смешанных команд (mixed curling) |                 |                   |                   |                   |                                          |                                  |
| 2017                                           | Ирина Белько    | Евгений Тамкович  | Вера Торсунова    | Евгений Клевец    |                                          | ЧБСК 2017 (7—8 место)            |
| 2018                                           | Илья Шоломицкий | Сюзанна Ивашина   | Евгений Тамкович  | Татьяна Торсунова | тренер: Антон Батугин (ЧМСК)             | ЧБСК 2018 · ЧМСК 2018 (14 место) |
| 2018—19                                        | Илья Шоломицкий | Татьяна Торсунова | Евгений Тамкович  | Арина Свержинская |                                          | ЧБСК 2019 (4 место)              |

(скипы выделены полужирным шрифтом)

## Результаты как тренера национальных сборных
| Год  | Турнир                                              | Сборная               | Место |
| ---- | --------------------------------------------------- | --------------------- | ----- |
| 2018 | Чемпионат мира по кёрлингу среди смешанных пар 2018 | Беларусь (смеш. пара) | 21    |